# Colonia Lanfieri (film)
Colonia Lanfieri (titlul original: în cehă Kolonie Lanfieri, în rusă Колония Ланфиер, transliterat: Koloniia Lanfier) este un film dramatic de coproducție sovieto-cehoslovac, realizat în 1969 de regizorul Jan Schmidt, după nuvela omonimă a scriitorului Aleksandr Grin, protagoniști fiind actorii Juozas Budraitis, Zuzana Kocúriková, Václav Neckář și Michal Dočolomanský.
A participat la programul oficial la Festivalul de Film de la Moscova din 1969.

## Rezumat
Obosit de viața pe continent, Horn îl convinge pe căpitanul unei nave olandeze cu vele să-l debarce pe malul unei insule îndepărtate. Locuitorii unui sat îl întâmpină pe colonistul proaspăt sosit cu ostilitate abia ascunsă, dar el nu se grăbește să își facă noi prieteni și își stabilește casa departe de oameni. Horn visează la singurătate, pentru că în viața lui a avut doar dezamăgiri: dragoste neîmpărtășită și încercări nereușite de a câștiga bani în comerțul cu ceai. 
Dintre toți locuitorii insulei, Horn se împrietenește doar cu doi, la fel ca el, oameni săraci singuratici, Bekeko, slab la minte și cu frumoasa Ester, care este nevoită să se pregătească pentru o nuntă cu o persoană pe care nu o iubește și anume Dribb junior.
Spre ghinionul lui, Horn găsește pe râu un filon de aur. Acum visează la un singur lucru, să adune cât mai mult metal prețios posibil, să se întoarcă pe continent și să încerce să o ia de la capăt. Horn îl îndepărtează pe Bekeko și refuză oferta lui Ester de a locui împreună.
După conversația lui Horn cu tânărul Dribb, logodnicul lui Ester, au avut o ceartă și un schimb de focuri de armă. Rănitul Dribb a plecat după ajutor, iar în curând Horn a fost forțat să înfrunte o ceată bine înarmată de oameni care îl urau.

## Distribuție
- Juozas Budraitis – Horn
- Zuzana Kocúriková – Ester
- Václav Neckář – Bekeko, nerodul
- Michal Dočolomanský – tânărul Dribb
- Josef Elsner – bătrânul Dribb
- Bolot Bejšenalijev – porcarul
- Beta Poničanová – Saba
- Bohumil Vávra – Astis, tatăl lui Ester
- Andrej Fajt – Lanfieri
- Karel Čížek – un țăran
- František Fontén – un țăran
- Miroslav Kalný – un țăran
- Vladimír Navrátil – un țăran
- František Nechyba – un țăran
- Míla Svoboda – un țăran (ca Miloslav Svoboda)
- František Šeba – un țăran bătrân
- Miroslav Laňka – un jucător de cărți
- Miloslav Novák – un jucător de cărți
- Gustav Vondráček – un jucător de cărți
- Jiří Bukvaj –
- Zdeněk Ornest –

## Premii și nominalizări
- 1969 Festivalul de Film de la Moscova
  - Premiul Uniunii Scriitorilor din URSS (Moscova)